# Катунски хребет
Кату̀нският хребет или Катунски Белки (на руски: Катунский хребет, Катунские Белки) е високопланински хребет в централната част на планината Алтай, разположен в южната част на Република Алтай, Русия и частично в Казахстан. Простира се като леко изпъкнала на юг дъга на протежение около 150 km между долините на реките Катун (лява съставяща на Об) на югозапад, запад и север, Аргут (десен приток на Катун) и левият ѝ приток Коксу на изток и югоизток и Берел (десен приток на Бухтарма, от басейна на Иртиш) на юг. В него, на границата между Русия и Казахстан се издига най-високата точка на планината Алтай – връх Белуха 4509 m (49°48′25″ с. ш. 86°35′23″ и. д. / 49.806944° с. ш. 86.589722° и. д.). Изграден е от метаморфни шисти и гранити. В централните му части преобладават върхове с алпийски характер, по склоновете на които се спускат 386 ледника с обща площ 279 km2. От него водят началото си множество къси и бурни десни притоци на Катун (Озьорна, Мулта, Кучерла, Акем и др.), леви притоци на Аргут (Коксу и др.) и река Берел. По склоновете му до височина 2000 – 2200 m растат лиственични и кедрови гори, а нагоре следват алпийски пасища и лишени от растителност скалисти и каменисти пространства.